# Nagy István (színművész, 1847–1929)
Nagy István, Nagy Pista (Nagykároly, 1847. február 19. – Pécs, 1929. október 14.) színész, operaénekes (tenor).

## Életútja
Apja korcsmáros volt Nagykárolyban. Miután jó hangja volt, a debreceni kántusnak énekese lett; majd többek biztatására 1872-ben színésszé lett Debrecenben. 1875-ben mint segédénekest szerződtette a Népszínház havi 75 forintra, majd Miskolcra ment, Krecsányi Ignáchoz, első tenoristának, havi 50 forintra. 1880-ban Pécsre ment; 1884. január 6-án Kolozsvárt fellépett a Cornevillei harangok Grenicheux-szerepében. 1909. szeptember 1-jén nyugalomba vonult. Felesége Urbanits Antónia volt, akivel 1882. szeptember 27-én lépett frigyre Makón. A vőlegény tanúja Jakab Lajos színigazgató volt.

## Könyve
- A régi Pécs társadalmi és kultúrélete. Pécs, 1927.